# Пентакосмодон
Пентакосмодон је род сисара из палеоцена Северне Америке, па је донекле живео после „доба диносауруса“. Био је припадник изумрлог реда мултитуберцулата . Он је у реду цимолодонта и породице микрокосмодонтиде .